# 젤리나 베가

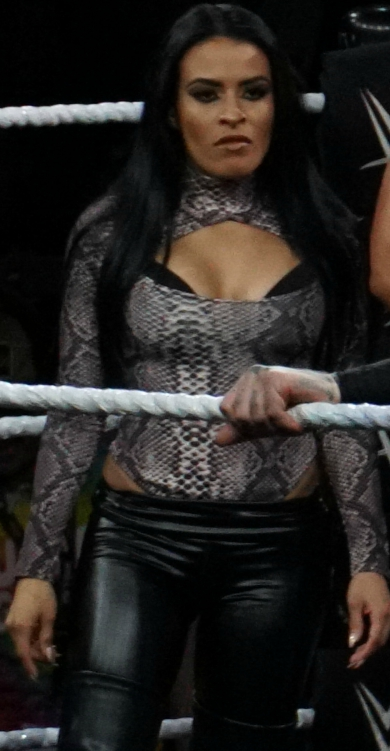
2018년 4월

젤리나 베가(Zelina Vega, 1990년 12월 27일 ~ )는 본명은 티아 메간 트리니다드(Thea Megan Trinidad)라고 한다. 미국의 여자 프로레슬링선수며 주로 키는 151cm(4 ft 11 in)에다가 몸무게는 48kg(105 lb)나가며 키가 작은 편이다. 피니쉬는 돌-설트/플라이 커터/무네카 설트(다이빙 문설트), 런닝 커터, 스탠딩 DDT, 점핑 스터너, 해머락 DDT, 런닝 더블 니 킥, 더블 니 백브레이커, 코드 블루(선셋 플립 파워밤)로 사용을 한다. 게다가 그가 2010년 프로레슬링 입문으로 처음에는 2011년부터 TNA 넉아웃으로 활동하면서 헤르난데즈 & 아나키아 & 사리타와 같이 멕시칸 아메리카결성해서 활동하게 되고 2012년에 그룹을 해체되지만 이후에도 사리타와 같이 태그팀으로 다니면서 활동하다 2013년에 TNA와 결별하다가 2015년에 잠시 돌아온적이 있다. 그러나 2021년 WWE 링네임이 퀸 젤리나(Queen Zelina)라는 가지고 있는 편이다.

## Professional wrestling highlights
- Finishing moves
  - Code Red (Sunset flip powerbomb) - 2021-present
  - Doll-Sault / Fly Cutter / Muneca-Sault (Diving moonsault)
  - Double knee backbreaker - 2020-2021
  - Hammerlock DDT - 2016-2020
  - Jumping stunner
  - Running cutter
  - See a shadows (Running double knee kick to an opponent cornered in the corner) - 2016-2020
  - Standing DDT
- Signature moves
  - Conner bicycle kick
  - Crucifix armbar an opponent between the ropes
  - Diving hurricanrana
  - Doll-Can-Frog (Hurricanrana driver)
  - Dragon sleeper
  - Hair pull mat slam
  - Multiple arm drag
  - Over the top rope somersault plancha
  - Spinning facebuster
  - Sleeper hold with bodyscissors
- Manager
  - Anarquia
  - Austin Theory
  - Andrade Cien Almas/Andrade
  - Angel Garza
  - Hernandez
  - Sarita
- Nicknames
  - "La Muneca"
  - "Queen Zelina"
- Entrance themes
  - "Forever" by Goldy Locks (Impact Wrestling; 2011-2012)
  - "Stand Up" by Filthee and Serg Salinas (TNA; 2011-2012; used as a member of Mexican America)
  - "Raging of the Region" by Dale Oliver (TNA; 2015)
  - "Feelin' Me" by Kynady Lee (WWE NXT; 2016-2017)
  - "Making a Difference" dy CFO$ (WWE NXT/WWE; 2017-2020; used as manager of Andrade)
  - "The Doll (La Muneca)" by Def Rebel (WWE; 2020-2021)
  - "Royal Doll" by Def Rebel (WWE; 2021-present)

## 수상
- 인스피레이셔널 레슬러 오브 더 이열 (2011)
- 랭크드 넘버 31 오브 더 탑 50 피멜 레슬링 인 더 PWI 피멜 50 인 2011
- 랭크드 넘버 30 인 더 탑 30 피멜 레슬링 인 2018
- TNA 넉아웃 태그팀 챔피언 (1회) - 사리타
- WWE 위민스 유나이티드 스테이츠 챔피언 (1회)
- WWE 위민스 태그팀 챔피언 (1회) - 카멜라
- WWE 퀸즈 크라운 토너먼트 (2021)